# Kanton Tude-et-Lavalette
Der Kanton Tude-et-Lavalette ist ein französischer Wahlkreis im Département Charente und in der Region Nouvelle-Aquitaine. Er umfasst 50 Gemeinden aus dem Arrondissement Angoulême. Bei der landesweiten Neuordnung der französischen Kantone wurde er 2015 neu geschaffen. Sein Name bezieht sich auf den Fluss Tude und die Landschaft um Villebois-Lavalette.

## Gemeinden
Der Kanton besteht aus 49 Gemeinden mit insgesamt 17.477 Einwohnern (Stand: 1. Januar 2022) auf einer Gesamtfläche von 755,68 km²:
| Gemeinde                           | Einwohner 1. Januar 2022 | Fläche km² | Dichte Einw./km² | Code INSEE | Postleitzahl |
| ---------------------------------- | ------------------------ | ---------- | ---------------- | ---------- | ------------ |
| Aubeterre-sur-Dronne               | 318                      | 2,39       | 133              | 16020      | 16390        |
| Bardenac                           | 217                      | 8,04       | 27               | 16029      | 16210        |
| Bazac                              | 147                      | 4,92       | 30               | 16034      | 16210        |
| Bellon                             | 136                      | 9,13       | 15               | 16037      | 16210        |
| Bessac                             | 119                      | 10,55      | 11               | 16041      | 16250        |
| Blanzaguet-Saint-Cybard            | 273                      | 11,95      | 23               | 16047      | 16320        |
| Boisné-La Tude                     | 661                      | 34,25      | 19               | 16082      | 16320        |
| Bonnes                             | 360                      | 14,76      | 24               | 16049      | 16390        |
| Bors (Canton de Tude-et-Lavalette) | 227                      | 16,14      | 14               | 16052      | 16190        |
| Brie-sous-Chalais                  | 158                      | 10,34      | 15               | 16063      | 16210        |
| Chadurie                           | 509                      | 16,42      | 31               | 16072      | 16250        |
| Chalais                            | 1.799                    | 17,58      | 102              | 16073      | 16210        |
| Châtignac                          | 166                      | 9,75       | 17               | 16091      | 16480        |
| Combiers                           | 126                      | 23,96      | 5                | 16103      | 16320        |
| Courgeac                           | 170                      | 18,42      | 9                | 16111      | 16190        |
| Courlac                            | 58                       | 6,58       | 9                | 16112      | 16210        |
| Curac                              | 116                      | 4,92       | 24               | 16117      | 16210        |
| Deviat                             | 134                      | 8,42       | 16               | 16118      | 16190        |
| Édon                               | 272                      | 16,49      | 16               | 16125      | 16320        |
| Fouquebrune                        | 717                      | 28,85      | 25               | 16143      | 16410        |
| Gurat                              | 184                      | 16,03      | 11               | 16162      | 16320        |
| Juignac                            | 392                      | 24,18      | 16               | 16170      | 16190        |
| Laprade                            | 249                      | 10,17      | 24               | 16180      | 16390        |
| Les Essards                        | 178                      | 8,98       | 20               | 16130      | 16210        |
| Magnac-lès-Gardes                  | 743                      | 37,05      | 20               | 16198      | 16320        |
| Médillac                           | 151                      | 5,84       | 26               | 16215      | 16210        |
| Montboyer                          | 329                      | 26,79      | 12               | 16222      | 16620        |
| Montignac-le-Coq                   | 134                      | 10,20      | 13               | 16227      | 16390        |
| Montmoreau                         | 2.419                    | 64,85      | 37               | 16230      | 16190        |
| Nabinaud                           | 99                       | 5,88       | 17               | 16240      | 16390        |
| Nonac                              | 258                      | 20,84      | 12               | 16246      | 16190        |
| Orival                             | 150                      | 5,43       | 28               | 16252      | 16210        |
| Palluaud                           | 214                      | 8,57       | 25               | 16254      | 16390        |
| Pillac                             | 253                      | 19,64      | 13               | 16260      | 16390        |
| Poullignac                         | 105                      | 8,94       | 12               | 16267      | 16190        |
| Rioux-Martin                       | 221                      | 14,60      | 15               | 16279      | 16210        |
| Ronsenac                           | 571                      | 26,73      | 21               | 16283      | 16320        |
| Rouffiac                           | 119                      | 9,89       | 12               | 16284      | 16210        |
| Rougnac                            | 398                      | 29,88      | 13               | 16285      | 16320        |
| Saint-Avit                         | 219                      | 3,66       | 60               | 16302      | 16210        |
| Saint-Laurent-des-Combes           | 94                       | 7,67       | 12               | 16331      | 16480        |
| Saint-Martial                      | 121                      | 9,31       | 13               | 16334      | 16190        |
| Saint-Quentin-de-Chalais           | 243                      | 12,38      | 20               | 16346      | 16210        |
| Saint-Romain                       | 513                      | 22,69      | 23               | 16347      | 16210        |
| Saint-Séverin                      | 793                      | 14,93      | 53               | 16350      | 16390        |
| Salles-Lavalette                   | 311                      | 20,15      | 15               | 16362      | 16190        |
| Vaux-Lavalette                     | 79                       | 6,78       | 12               | 16394      | 16320        |
| Villebois-Lavalette                | 718                      | 7,20       | 100              | 16408      | 16320        |
| Yviers                             | 536                      | 22,56      | 24               | 16424      | 16210        |
| Kanton Tude-et-Lavalette           | 17.477                   | 755,68     | 23               | 1617       | –            |

## Veränderungen im Gemeindebestand seit der landesweiten Neuordnung der Kantone
2025: Fusion Magnac-Lavalette-Villars und Gardes-le-Pontaroux → Magnac-lès-Gardes
2017: Fusion Aignes-et-Puypéroux, Montmoreau-Saint-Cybard, Saint-Amant-de-Montmoreau, Saint-Eutrope und Saint-Laurent-de-Belzagot → Montmoreau
2016: Fusion Charmant, Chavenat und Juillaguet → Boisné-La Tude

## Politik
| Vertreter im Departementrat | Vertreter im Departementrat      | Vertreter im Departementrat |
| Amtszeit                    | Namen                            | Partei                      |
| --------------------------- | -------------------------------- | --------------------------- |
| 2015–2021                   | Didier Jobit Christine Labrousse | UDI DVD                     |
| 2021–                       | Patrick Gallès Nelly Vergez      | DVG                         |